# جبل هاشو
جبل هاشو هو جبل منخفض يطل على مدينة سبتة، على الساحل الشمالي لأفريقيا . يتموضع الجبل على ساحل البحر الأبيض المتوسط عند مضيق جبل طارق قبالة جبل طارق، ويزعم البعض أن يكون واحدا من أعمدة هرقل جنبا إلى جنب مع صخرة جبل طارق (المرشح الآخر للعمود جنوبًا هو جبل موسى). وفقًا للأسطورة، قام هرقل بتفكيك الجبلين وخلق رابطًا بين البحر الأبيض المتوسط والمحيط الأطلسي.
في الحضارة الكلاسيكية ربما كانت تُعرف باسم مونس أبيلا (جبل أبيلا أو أبيلا) ، على الرغم من أن هذا الاسم قد يشير إلى جبل موسى بدلاً من ذلك.
يقع الجبل في شبه جزيرة ألمينة ويعلوه حصن هاشو (بالإسبانية: Fortaleza de Hacho)‏، الذي بناه البيزنطيون لأول مرة، قبل أن يضيف إليه العرب والبرتغاليون والإسبان. يحتلها الجيش الإسباني الآن. يوجد في جبل هاشو أيضًا دير ، إرميتا دي سان أنطونيو ، ونصب السهل الأصفر (بالإسبانية: Monumento del Llano Amarillo)‏ وهو نصب تذكاري للجنرال يسيمو فرانسيسكو فرانكو وبداية الحرب الأهلية الإسبانية في شمال إفريقيا عام 1936.

## روابط خارجية
- صور فورتاليزا دي هاتشو